# Maurizio Leo
Maurizio Leo (Roma, 25 luglio 1955) è un politico italiano, dal 2 novembre 2022 viceministro dell'economia e delle finanze con delega alle finanze nel governo Meloni.

## Biografia
Nato il 25 luglio 1955 a Roma, dove si è laureato in giurisprudenza presso l'Università degli Studi La Sapienza con 110/110 nel 1977, specializzandosi in "Studi Europei" presso l'Istituto post-universitario "Alcide De Gasperi".
Editorialista del quotidiano Il Sole 24 Ore dal 2000, ha ricoperto vari incarichi accademici e dirigenziali.

### Carriera professionale
Nel 1986 diventa docente presso la Scuola di Polizia Tributaria dell'Accademia della Guardia di Finanza, mentre nel 1988 diventa docente presso la Scuola Superiore dell'Economia e delle Finanze.
Dal 1993 sino al 1999 è stato Direttore Centrale per gli Affari Giuridici e per il Contenzioso Tributario nel Dipartimento delle Entrate del Ministero delle finanze.
Dal 1993 è stato membro di diritto del Comitato di Coordinamento del Se.C.I.T.
Dal 1999 è stato Prorettore presso la Scuola Superiore dell'Economia e delle Finanze.
Dal 2001 è docente presso l'Accademia della Guardia di Finanza e presso la Scuola Ispettori e Sovrintendenti della Guardia di Finanza, titolare al Corso Superiore di Polizia Tributaria per gli ufficiali del Corpo. Inoltre è stato docente presso la Scuola Superiore della Pubblica Amministrazione, Vice Presidente della Commissione Tributaria Provinciale di Roma, coordinatore e membro di vari gruppi ristretti del Comitato tecnico per l'attuazione della Riforma Tributaria, direttore del Master Tributario organizzato dalla Scuola Centrale tributaria.

## Attività politica
Già simpatizzante del Movimento Sociale Italiano, alle elezioni politiche del 2001 viene candidato alla Camera dei deputati, tra le liste di Alleanza Nazionale (AN) nella circoscrizione Piemonte 2 su proposta di Gianfranco Fini, venendo eletto deputato. Nella XIV legislatura della Repubblica è stato vicepresidente della 6ª Commissione Finanze.
Alle elezioni politiche del 2006 viene ricandidato alla Camera, tra le liste di AN nella circoscrizione Piemonte 1 in quarta posizione, venendo rieletto deputato. Nel corso della XV legislatura è stato componente e capogruppo di AN nella 6ª Commissione Finanze, oltreché membro della commissione parlamentare di vigilanza sull'Anagrafe tributaria.
Alle elezioni politiche del 2008 viene ricandidato alla Camera, tra le liste del Popolo della Libertà (PdL) nella medesima circoscrizione, venendo rieletto deputato per la terza volta. Nella XVI legislatura della Repubblica è stato presidente della commissione parlamentare di vigilanza sull'Anagrafe tributaria, componente della 6ª Commissione Finanze e della 5ª Commissione Bilancio, Tesoro e Programmazione in sostituzione del sottosegretario all'interno Alfredo Mantovano. Resta a Montecitorio fino al 2013. Aderisce quindi a Fratelli d'Italia.
Dal giugno 2009 al gennaio 2011 è stato anche assessore al Bilancio ed allo sviluppo economico di Roma Capitale.
Nel 2018 è eletto dalla Camera componente laico del Consiglio di presidenza della giustizia amministrativa e il 3 agosto è eletto vicepresidente fino al settembre 2019.
Nel 2020 decide di candidarsi alle elezioni politiche suppletive di quell'anno nel collegio uninominale Lazio 1 - 01 (Roma Centro), sostenuto da Lega, Forza Italia, Unione di Centro e Fratelli d'Italia in un'unica lista, ma viene sconfitto dal candidato del centro-sinistra, il Ministro dell'economia e delle finanze in carica Roberto Gualtieri.
Alle elezioni politiche anticipate del 25 settembre 2022 viene ricandidato alla Camera, come capolista di Fratelli d'Italia nel collegio plurinominale Sicilia 2 - 01, venendo rieletto per la quarta volta deputato. Con la vittoria del centro-destra alle politiche del 2022 e la seguente nascita del governo presieduto da Giorgia Meloni, il 31 ottobre 2022 viene indicato dal Consiglio dei Ministri come viceministro dell'economia e delle finanze nel governo Meloni, entrando in carica dal 2 novembre e affiancando il ministro Giancarlo Giorgetti, ottenendo poi la delega al dipartimento delle finanze. Tra i 65 membri del governo risulta di gran lunga quello con il reddito dichiarato più alto, con 2.780.200 euro lordi. Da viceministro al MEF è stato il principale sostenitore del disegno di legge che riforma il fisco, approvata in Consiglio dei ministri il 17 marzo 2023.

## Opere
- 1988 - Le imposte sui redditi nel testo unico, Giuffrè Editore